# Ali Neffati

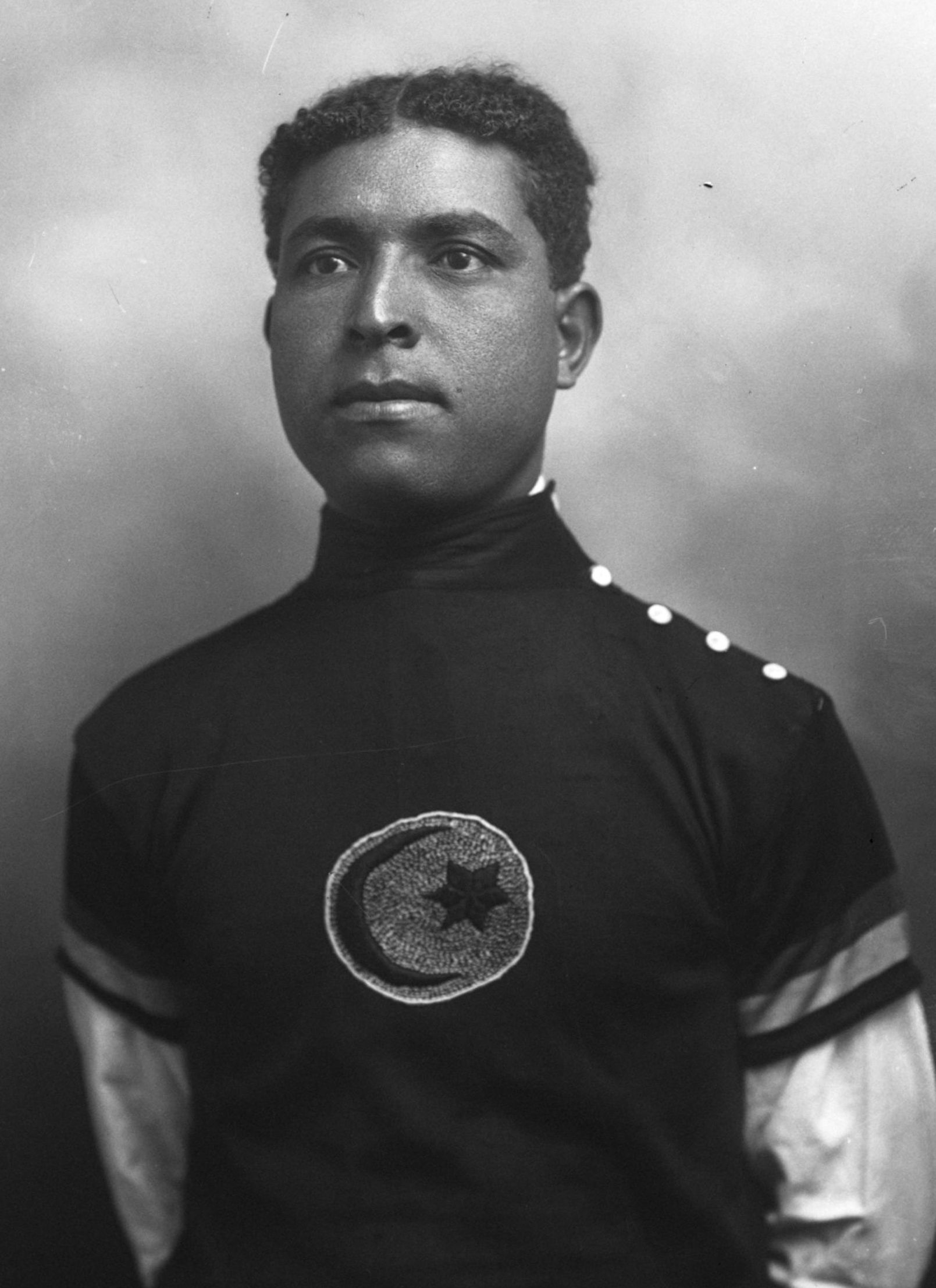
Ali Neffati.

Ali Neffati (Tunis, 22 januari 1895 – Parijs, 19 april 1974) was een Tunesisch wielrenner, die beroeps was tussen 1913 en 1930.

## Wielerloopbaan
Neffati's wielercarrière ving aan in 1908 in Tunesië, waar hij diverse baankampioenschappen behaalde. In 1913 ging hij in op het voorstel om aan de Ronde van Frankrijk mee te doen en diverse Tunesische sporters, waaronder boksers, baanwielrenners, worstelaars en schermers, organiseerden op 7 juni 1913 een gala in het Skating Palace-velodroom om te collecteren voor de reiskosten naar Frankrijk. Door zijn deelname dat jaar is hij met achttien jaar tot op heden de jongste renner in de Tour aller tijden. Tevens was hij de eerste Tourrenner van het Afrikaanse continent. Hij trok de aandacht door met een fez op te rijden en werd de lieveling van het peloton.
Na de Eerste Wereldoorlog pakte hij de draad weer op en deed mee aan de grote koersen van zijn tijd. Al snel ging hij zich echter weer op de piste toeleggen en kwam uit in zesdaagsen en andere baanwedstrijden in Europa en de Verenigde Staten. In 1930 stopte hij en werd vervolgens chauffeur voor tourorganisator l'Auto en l'Équipe. Hij kwam om toen hij tijdens zijn werk door een tram werd aangereden.

## Belangrijkste overwinningen
1913
- Nationaal kampioen achtervolging
- Nationaal kampioen stayeren

1914
- Nationaal kampioen sprint

1918
- 1e etappe Course du Midi
- 1e etappe Volta Ciclista Provincia Tarragona

## Grote rondes
Eindklasseringen in grote rondes, met tussen haakjes het aantal etappeoverwinningen.
| Jaar | Ronde van Italië | Ronde van Frankrijk | Ronde van Spanje |
| ---- | ---------------- | ------------------- | ---------------- |
| 1913 |                  | opgave              |                  |
| 1914 |                  | opgave              |                  |

- Bibliothèque nationale de France: cb14977062z (data)
- International Standard Name Identifier: 0000 0004 5094 1124
- Virtual International Authority File: 316737160